# تراب المشطورات

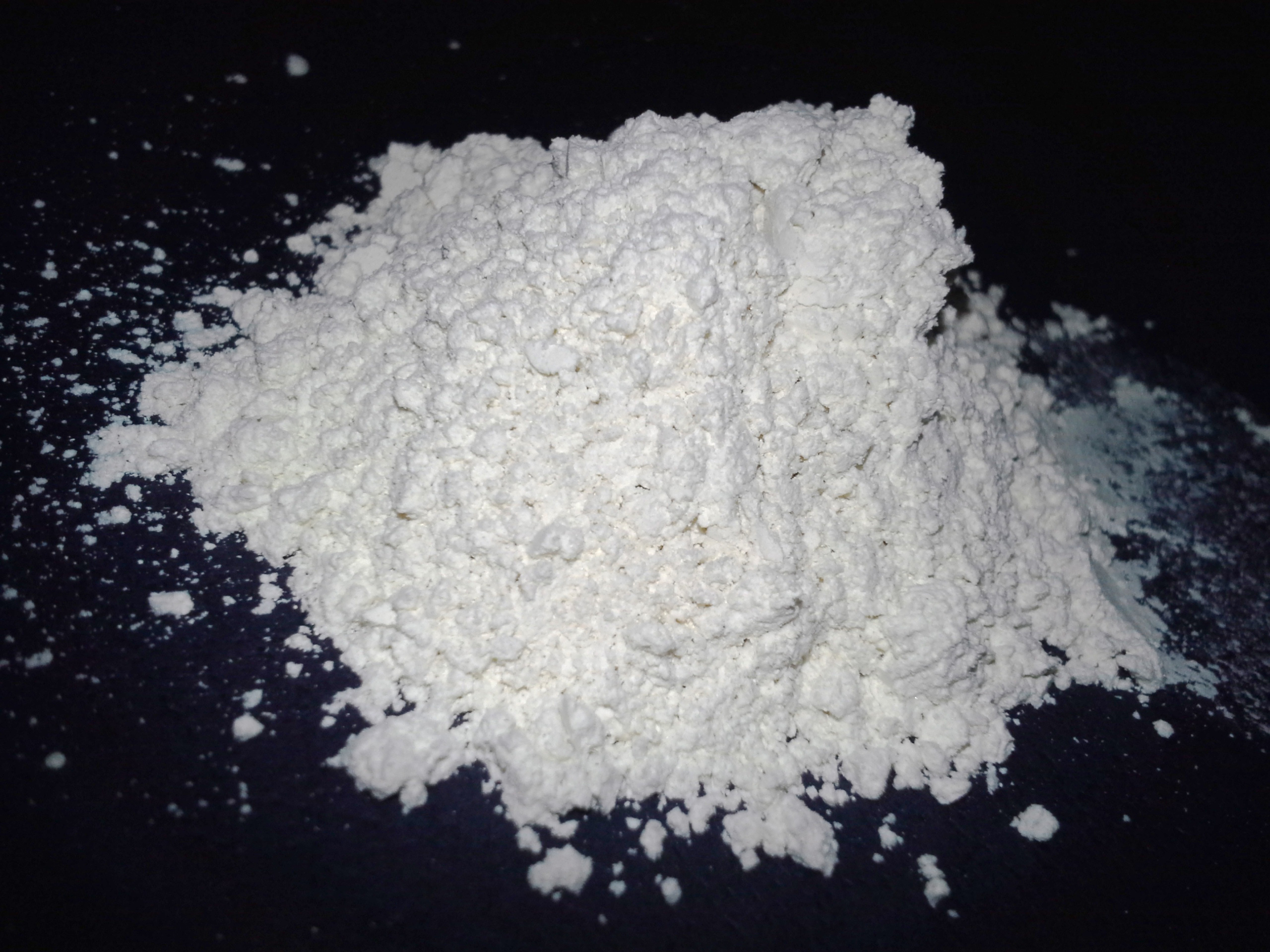
تراب المشطورات

تراب المشطورات  (أو التراب الدياتومي أو الدياتومات)   هو نوع من أنواع الصخور الرسوبية السيليسية سهلة التفتت، والتي تكون على شكل مسحوق أبيض ناعم، تتراوح أبعاد الجسيمات فيه بين حوالي 3 ميكرومتر إلى حوالي 1 ميليمتر، وبشكل نمطي بين 10 إلى 200 ميكرومتر.
حسب مقدار درجة التحبب فإن المسحوق بمكن أن يكون له ملمس ساحج، وذلك بشكل مشابه لملس الخفاف، ولكن لديه كثافة أقل بسبب المسامية العالية.
إن التركيب الكيميائي النمطي لتراب المشطورات المجفف في الفرن هو عبارة عن أكثر من 90% سيليكا، مع وجود 2 إلى 4 % من الألومينا، وحوالي 0.5 إلى 2% أكسيد الحديد.
يدخل الدياتوميت في تركيب الديناميت وفي تركيب شمعات مرشحات بيركفيلد لتنقية مياه الشرب.

## معرض صور

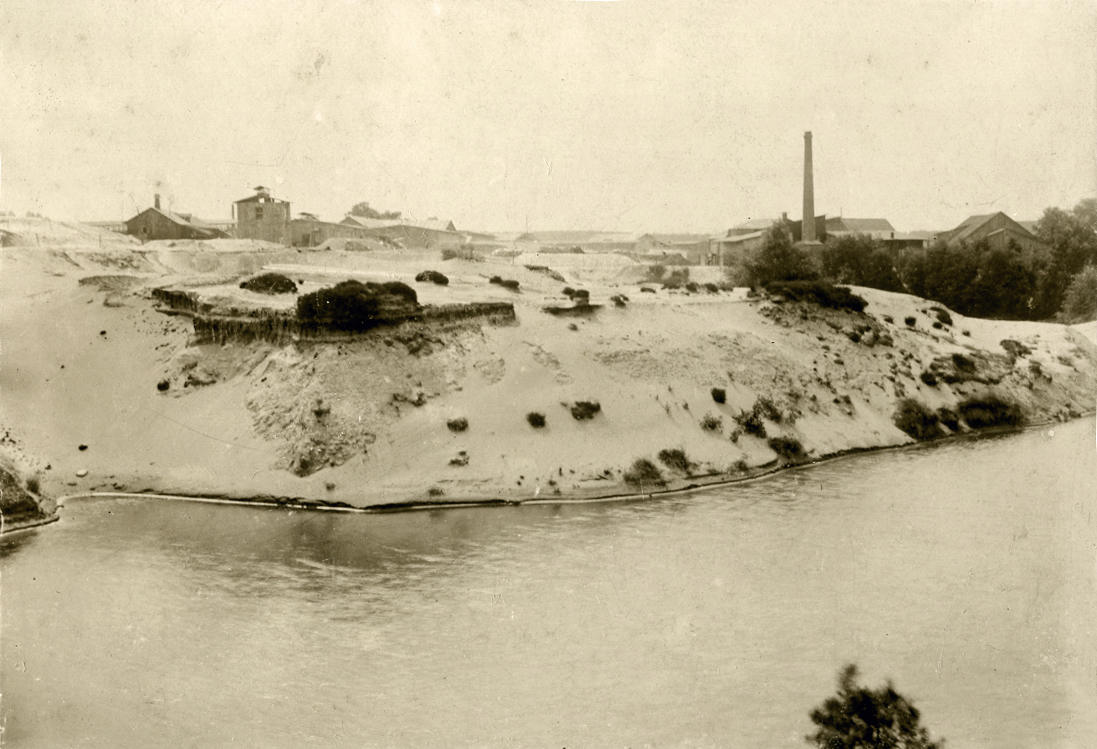
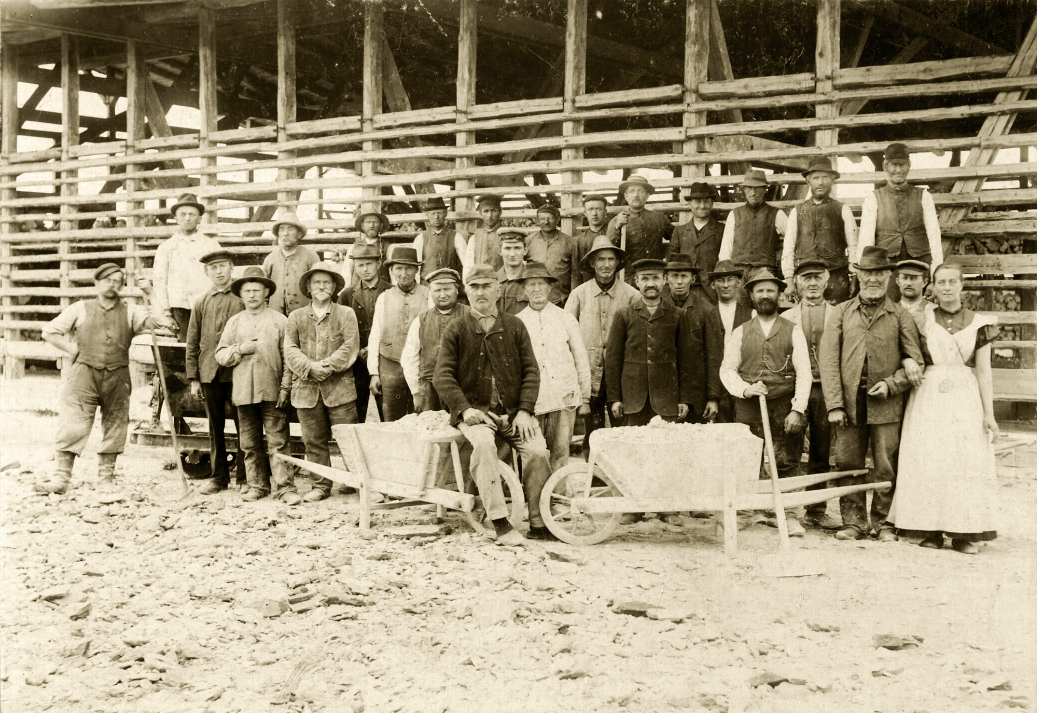
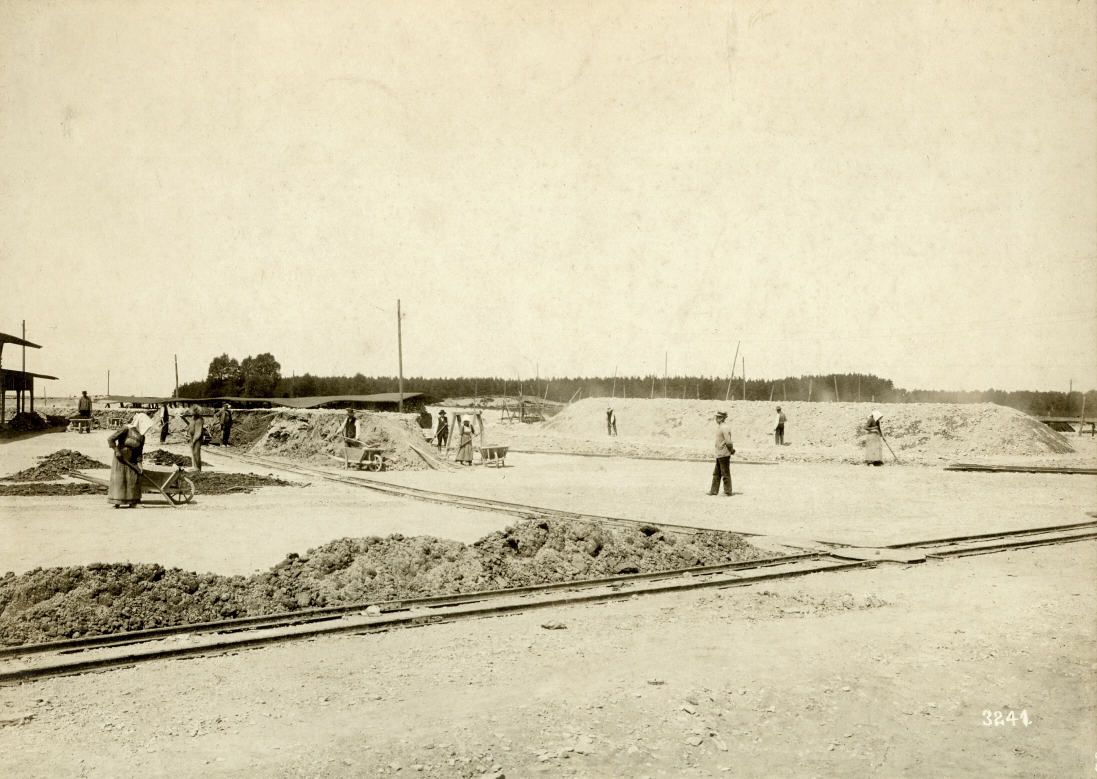

## اقرأ أيضًا
- دياتومات - دياتوم
- زيوليت